# Assafe Já VII
Mir Osmã Ali Cã (Mir Osman Ali Khan; 6 de abril de 1886 – 24 de fevereiro de 1967), cujo título real era Assafe Já VII (Asaf Jah VII), foi o décimo e último nizã de Hiderabade entre 1911 e 1948, em sucessão a Assafe Já VI (r. 1859–1911).